# Simone Vanni
Simone Vanni (* 16. Februar 1979 in Pisa) ist ein ehemaliger italienischer Florettfechter.

## Erfolge
Simone Vanni wurde 2002 in Lissabon nach einem Finalsieg gegen André Weßels im Einzel Weltmeister. Im Jahr darauf belegte er in Havanna den zweiten Platz, während er dieses Mal mit der Mannschaft den Titel gewann. Mit dieser sicherte er sich auch 2009 in Antalya den Titel und gewann darüber hinaus 2005 in Leipzig Silber sowie 2006 in Turin Bronze. Bei Europameisterschaften gewann er 2001 in Koblenz im Einzel den Titel, mit der Mannschaft gelang ihm das 2002 in Moskau, 2005 in Zalaegerszeg und 2009 in Plowdiw. Bei den Olympischen Spielen 2004 in Athen, seiner einzigen Olympiateilnahme, zog er mit der Mannschaft nach Siegen gegen Ägypten und Russland ins Finale ein. Dort besiegte die italienische Equipe China mit 45:42, sodass Vanni gemeinsam mit Andrea Cassarà und Salvatore Sanzo Olympiasieger wurde. Die Einzelkonkurrenz schloss er nach einer Viertelfinalniederlage gegen Renal Ganejew auf dem fünften Rang ab.
Seine Schwester Elisa Vanni war ebenfalls Fechterin. 2004 wurde Vanni zum Commendatore des Verdienstordens der Italienischen Republik ernannt.